# Чемпионат мира по тяжёлой атлетике 2013
Чемпионат мира по тяжёлой атлетике 2013 года прошёл с 20 по 27 октября во Вроцлаве (Польша). Это был 80-й чемпионат среди мужчин и 23-й среди женщин.

## Расписание соревнований
UTC+2
| Дата            | Время | Соревнование       |
| --------------- | ----- | ------------------ |
| 20 октября 2013 | 11:00 | Женщины 48 кг В    |
| 20 октября 2013 | 13:30 | Женщины 48 кг A    |
| 20 октября 2013 | 15:30 | Мужчины 56 кг C    |
| 20 октября 2013 | 19:00 | Мужчины 56 кг В    |
| 21 октября 2013 | 10:00 | Женщины 53/58 кг C |
| 21 октября 2013 | 12:00 | Женщины 53 кг В    |
| 21 октября 2013 | 14:00 | Мужчины 62 кг С    |
| 21 октября 2013 | 17:00 | Женщины 53 кг A    |
| 21 октября 2013 | 20:00 | Мужчины 56 кг A    |
| 22 октября 2013 | 10:00 | Мужчины 69 кг С    |
| 22 октября 2013 | 12:00 | Женщины 58 кг В    |
| 22 октября 2013 | 14:00 | Мужчины 62 кг B    |
| 22 октября 2013 | 17:00 | Женщины 58 кг A    |
| 22 октября 2013 | 20:00 | Мужчины 62 кг A    |
| 23 октября 2013 | 10:00 | Мужчины 69 кг В    |
| 23 октября 2013 | 12:00 | Женщины 63/69 кг С |
| 23 октября 2013 | 14:00 | Женщины 63 кг B    |
| 23 октября 2013 | 17:00 | Женщины 63 кг A    |
| 23 октября 2013 | 20:00 | Мужчины 69 кг A    |
| 23 октября 2013 | 22:00 | Мужчины 77 кг C    |

| Дата            | Время | Соревнование          |
| --------------- | ----- | --------------------- |
| 24 октября 2013 | 10:00 | Женщины 69 кг В       |
| 24 октября 2013 | 12:00 | Мужчины 77 кг В       |
| 24 октября 2013 | 14:00 | Мужчины 85 кг C       |
| 24 октября 2013 | 17:00 | Женщины 69 кг A       |
| 24 октября 2013 | 20:00 | Мужчины 77 кг A       |
| 24 октября 2013 | 22:00 | Мужчины 85 кг В       |
| 25 октября 2013 | 10:00 | Мужчины 94 кг С       |
| 25 октября 2013 | 12:00 | Женщины 75/+75 кг С   |
| 25 октября 2013 | 14:00 | Женщины 75 кг В       |
| 25 октября 2013 | 17:00 | Мужчины 85 кг A       |
| 25 октября 2013 | 20:00 | Женщины 75 кг A       |
| 25 октября 2013 | 22:00 | Женщины +75 кг В      |
| 26 октября 2013 | 10:00 | Мужчины 105/+105 кг С |
| 26 октября 2013 | 12:00 | Мужчины 94 кг В       |
| 26 октября 2013 | 14:00 | Мужчины 105 кг B      |
| 26 октября 2013 | 17:00 | Мужчины 94 кг А       |
| 26 октября 2013 | 20:00 | Женщины +75 кг A      |
| 27 октября 2013 | 10:00 | Мужчины +105 кг В     |
| 27 октября 2013 | 13:00 | Мужчины 105 кг A      |
| 27 октября 2013 | 16:00 | Мужчины +105 кг A     |

## Медалисты

### Mужчины
| Дисциплины | Золото             | Золото | Серебро            | Серебро | Бронза                 | Бронза |
| 56 кг      | 56 кг              | 56 кг  | 56 кг              | 56 кг   | 56 кг                  | 56 кг  |
| ---------- | ------------------ | ------ | ------------------ | ------- | ---------------------- | ------ |
| Рывок      | Лун Цинцюань Китай | 130 кг | Ом Юн Чхоль КНДР   | 127 кг  | Тхать Ким Туан Вьетнам | 126 кг |
| Толчок     | Ом Юн Чхоль КНДР   | 162 кг | Лун Цинцюань Китай | 157 кг  | Тхать Ким Туан Вьетнам | 157 кг |
| Сумма      | Ом Юн Чхоль КНДР   | 289 кг | Лун Цинцюань Китай | 287 кг  | Тхать Ким Туан Вьетнам | 283 кг |

| Дисциплины | Золото                 | Золото | Серебро            | Серебро | Бронза                 | Бронза |
| 62 кг      | 62 кг                  | 62 кг  | 62 кг              | 62 кг   | 62 кг                  | 62 кг  |
| ---------- | ---------------------- | ------ | ------------------ | ------- | ---------------------- | ------ |
| Рывок      | Ким Ын Гук КНДР        | 150 кг | Чэнь Лицзюнь Китай | 146 кг  | Оскар Фигероа Колумбия | 139 кг |
| Толчок     | Оскар Фигероа Колумбия | 177 кг | Чэнь Лицзюнь Китай | 175 кг  | Ким Ын Гук КНДР        | 170 кг |
| Сумма      | Чэнь Лицзюнь Китай     | 321 кг | Ким Ын Гук КНДР    | 320 кг  | Оскар Фигероа Колумбия | 316 кг |

| Дисциплины | Золото         | Золото     | Серебро          | Серебро | Бронза           | Бронза |
| 69 кг      | 69 кг          | 69 кг      | 69 кг            | 69 кг   | 69 кг            | 69 кг  |
| ---------- | -------------- | ---------- | ---------------- | ------- | ---------------- | ------ |
| Рывок      | Ляо Хуэй Китай | 160 кг     | Олег Чен Россия  | 160 кг  | Ким Мён Хёк КНДР | 152 кг |
| Толчок     | Ляо Хуэй Китай | 198 кг WR' | Ким Мён Хёк КНДР | 185 кг  | Лян Ченкси Китай | 183 кг |
| Сумма      | Ляо Хуэй Китай | 358 кг WR  | Олег Чен Россия  | 340 кг  | Ким Мён Хёк КНДР | 337 кг |

| Дисциплины | Золото             | Золото     | Серебро                   | Серебро | Бронза                    | Бронза |
| 77 кг      | 77 кг              | 77 кг      | 77 кг                     | 77 кг   | 77 кг                     | 77 кг  |
| ---------- | ------------------ | ---------- | ------------------------- | ------- | ------------------------- | ------ |
| Рывок      | Люй Сяоцзюнь Китай | 176 кг WR' | Ким Гван Сон КНДР         | 163 кг  | Кшиштоф Зварыч Польша     | 161 кг |
| Толчок     | Люй Сяоцзюнь Китай | 204 кг     | Улугбек Алимов Узбекистан | 197 кг  | Ким Гван Сон КНДР         | 196 кг |
| Сумма      | Люй Сяоцзюнь Китай | 380 кг WR' | Ким Гван Сон КНДР         | 359 кг  | Улугбек Алимов Узбекистан | 355 кг |

| Дисциплины | Золото                  | Золото | Серебро              | Серебро | Бронза                | Бронза |
| 85 кг      | 85 кг                   | 85 кг  | 85 кг                | 85 кг   | 85 кг                 | 85 кг  |
| ---------- | ----------------------- | ------ | -------------------- | ------- | --------------------- | ------ |
| Рывок      | Андрей Рыбаков Беларусь | 179 кг | Иван Марков Болгария | 175 кг  | Апти Аухадов Россия   | 175 кг |
| Толчок     | Апти Аухадов Россия     | 212 кг | Артём Окулов Россия  | 209 кг  | Йоэлмис Эрнандес Куба | 208 кг |
| Сумма      | Апти Аухадов Россия     | 387 кг | Иван Марков Болгария | 381 кг  | Артём Окулов Россия   | 381 кг |

| Дисциплины | Золото                  | Золото | Серебро                | Серебро | Бронза                   | Бронза |
| 94 кг      | 94 кг                   | 94 кг  | 94 кг                  | 94 кг   | 94 кг                    | 94 кг  |
| ---------- | ----------------------- | ------ | ---------------------- | ------- | ------------------------ | ------ |
| Рывок      | Александр Иванов Россия | 180 кг | Алмас Утешов Казахстан | 175 кг  | Раджаб Абдельхай Египет  | 173 кг |
| Толчок     | Александр Иванов Россия | 222 кг | Алмас Утешов Казахстан | 222 кг  | Вадим Стрельцов Беларусь | 215 кг |
| Сумма      | Александр Иванов Россия | 402 кг | Алмас Утешов Казахстан | 397 кг  | Рамазан Расулов Россия   | 385 кг |

| Дисциплины | Золото                      | Золото | Серебро               | Серебро | Бронза                    | Бронза |
| 105 кг     | 105 кг                      | 105 кг | 105 кг                | 105 кг  | 105 кг                    | 105 кг |
| ---------- | --------------------------- | ------ | --------------------- | ------- | ------------------------- | ------ |
| Рывок      | Руслан Нурудинов Узбекистан | 190 кг | Бартломей Бонк Польша | 188 кг  | Олег Лобан Беларусь       | 182 кг |
| Толчок     | Руслан Нурудинов Узбекистан | 235 кг | Давид Беджанян Россия | 225 кг  | Мохаммад Реза Барари Иран | 221 кг |
| Сумма      | Руслан Нурудинов Узбекистан | 425 кг | Давид Беджанян Россия | 405 кг  | Бартломей Бонк Польша     | 404 кг |

| Дисциплины   | Золото                | Золото       | Серебро               | Серебро      | Бронза                | Бронза       |
| свыше 105 кг | свыше 105 кг          | свыше 105 кг | свыше 105 кг          | свыше 105 кг | свыше 105 кг          | свыше 105 кг |
| ------------ | --------------------- | ------------ | --------------------- | ------------ | --------------------- | ------------ |
| Рывок        | Руслан Албегов Россия | 209 кг       | Бахадор Мулаеи Иран   | 203 кг       | Алексей Ловчев Россия | 200 кг       |
| Толчок       | Бахадор Мулаеи Иран   | 255 кг       | Руслан Албегов Россия | 255 кг       | Артём Удачин Украина  | 232 кг       |
| Сумма        | Руслан Албегов Россия | 464 кг       | Бахадор Мулаеи Иран   | 458 кг       | Алексей Ловчев Россия | 430 кг       |

### Женщины
| Дисциплины | Золото          | Золото | Серебро           | Серебро | Бронза                   | Бронза |
| 48 кг      | 48 кг           | 48 кг  | 48 кг             | 48 кг   | 48 кг                    | 48 кг  |
| ---------- | --------------- | ------ | ----------------- | ------- | ------------------------ | ------ |
| Рывок      | Тянь Юань Китай | 84 кг  | Лян Чхун Хва КНДР | 81 кг   | Маржена Карпинска Польша | 78 кг  |
| Толчок     | Тянь Юань Китай | 115 кг | Лян Чхун Хва КНДР | 105 кг  | До Тхи Хоай Вьетнам      | 98 кг  |
| Сумма      | Тянь Юань Китай | 199 кг | Лян Чхун Хва КНДР | 186 кг  | До Тхи Хоай Вьетнам      | 176 кг |

| Дисциплины | Золото          | Золото | Серебро                 | Серебро | Бронза                  | Бронза |
| 53 кг      | 53 кг           | 53 кг  | 53 кг                   | 53 кг   | 53 кг                   | 53 кг  |
| ---------- | --------------- | ------ | ----------------------- | ------- | ----------------------- | ------ |
| Рывок      | Ли Яцзюнь Китай | 100 кг | Сопита Танасан Таиланд  | 91 кг   | Юлия Паратова Украина   | 90 кг  |
| Толчок     | Ли Яцзюнь Китай | 121 кг | Kittima Sutanan Таиланд | 114 кг  | Виллар Барбоза Колумбия | 112 кг |
| Сумма      | Ли Яцзюнь Китай | 221 кг | Сопита Танасан Таиланд  | 203 кг  | Киттима Сутанан Таиланд | 200 кг |

| Дисциплины | Золото              | Золото | Серебро                   | Серебро | Бронза                    | Бронза |
| 58 кг      | 58 кг               | 58 кг  | 58 кг                     | 58 кг   | 58 кг                     | 58 кг  |
| ---------- | ------------------- | ------ | ------------------------- | ------- | ------------------------- | ------ |
| Рывок      | Дэн Вей Китай       | 108 кг | Го Синчжунь Тайвань       | 108 кг  | Алехандра Эскобар Эквадор | 103 кг |
| Толчок     | Го Синчжунь Тайвань | 133 кг | Алехандра Эскобар Эквадор | 122 кг  | Елена Шадрина Россия      | 122 кг |
| Сумма      | Го Синчжунь Тайвань | 241 кг | Алехандра Эскобар Эквадор | 225 кг  | Елена Шадрина Россия      | 218 кг |

| Дисциплины | Золото              | Золото | Серебро         | Серебро | Бронза           | Бронза |
| 63 кг      | 63 кг               | 63 кг  | 63 кг           | 63 кг   | 63 кг            | 63 кг  |
| ---------- | ------------------- | ------ | --------------- | ------- | ---------------- | ------ |
| Рывок      | Тима Туриева Россия | 112 кг | Чо Пок Хян КНДР | 109 кг  | Ден Менжун Китай | 108 кг |
| Толчок     | Тима Туриева Россия | 140 кг | Чо Пок Хян КНДР | 140 кг  | Ден Менжун Китай | 136 кг |
| Сумма      | Тима Туриева Россия | 252 кг | Чо Пок Хян КНДР | 249 кг  | Ден Менжун Китай | 244 кг |

| Дисциплины | Золото           | Золото | Серебро                 | Серебро | Бронза                  | Бронза |
| 69 кг      | 69 кг            | 69 кг  | 69 кг                   | 69 кг   | 69 кг                   | 69 кг  |
| ---------- | ---------------- | ------ | ----------------------- | ------- | ----------------------- | ------ |
| Рывок      | Сян Яньмэй Китай | 123 кг | Рё Ын Хи КНДР           | 119 кг  | Оксана Сливенко Россия  | 118 кг |
| Толчок     | Сян Яньмэй Китай | 148 кг | Дина Сазановец Беларусь | 143 кг  | Рё Ын Хи КНДР           | 143 кг |
| Сумма      | Сян Яньмэй Китай | 271 кг | Рё Ын Хи КНДР           | 262 кг  | Дина Сазановец Беларусь | 259 кг |

| Дисциплины | Золото                   | Золото | Серебро                | Серебро | Бронза                   | Бронза |
| 75 кг | 75 кг                    | 75 кг  | 75 кг                  | 75 кг   | 75 кг                    | 75 кг  |
| --- | ------------------------ | ------ | ---------------------- | ------- | ------------------------ | ------ |
| Рывок | Кан Юэ Китай             | 126 кг | Лидия Валентин Испания | 122 кг  | Надежда Евстюхина Россия | 120 кг |
| Толчок | Надежда Евстюхина Россия | 157 кг | Кан Юэ Китай           | 150 кг  | Лидия Валентин Испания   | 138 кг |
| Сумма | Надежда Евстюхина Россия | 277 кг | Кан Юэ Китай           | 276 кг  | Лидия Валентин Испания   | 260 кг |
| Первоначально объявленная чемпионкой Ольга Зубова (Россия) — 282 кг (1-е) = 125 кг (2-е) + 157 кг (1-е) — была уличена в применении запрещённого препарата (кломифен) и дисквалифицирована с 25 октября 2013 года. |                          |        |                        |         |                          |        |

| Дисциплины  | Золото                  | Золото      | Серебро                 | Серебро     | Бронза                       | Бронза      |
| свыше 75 кг | свыше 75 кг             | свыше 75 кг | свыше 75 кг             | свыше 75 кг | свыше 75 кг                  | свыше 75 кг |
| ----------- | ----------------------- | ----------- | ----------------------- | ----------- | ---------------------------- | ----------- |
| Рывок       | Чжоу Лулу Китай         | 146 кг      | Татьяна Каширина Россия | 142 кг      | Читчанок Пулсабсакул Таиланд | 131 кг      |
| Толчок      | Татьяна Каширина Россия | 190 кг WR   | Чжоу Лулу Китай         | 182 кг      | Читчанок Пулсабсакул Таиланд | 160 кг      |
| Сумма       | Татьяна Каширина Россия | 332 кг      | Чжоу Лулу Китай         | 328 кг      | Читчанок Пулсабсакул Таиланд | 291 кг      |

## Медальный зачёт
| Место | Страна                     | Золото | Серебро | Бронза | Всего |
| ----- | -------------------------- | ------ | ------- | ------ | ----- |
| 1     | Китай                      | 6      | 3       | 1      | 10    |
| 2     | Россия                     | 6      | 2       | 4      | 12    |
| 3     | КНДР                       | 1      | 5       | 1      | 7     |
| 4     | Узбекистан                 | 1      | 0       | 1      | 2     |
| 5     | Китайский Тайбэй (Тайвань) | 1      | 0       | 0      | 1     |
| 6     | Таиланд                    | 0      | 1       | 2      | 3     |
| 7     | Казахстан                  | 0      | 1       | 0      | 1     |
| 7     | Болгария                   | 0      | 1       | 0      | 1     |
| 7     | Эквадор                    | 0      | 1       | 0      | 1     |
| 7     | Иран                       | 0      | 1       | 0      | 1     |
| 11    | Вьетнам                    | 0      | 0       | 2      | 2     |
| 12    | Беларусь                   | 0      | 0       | 1      | 1     |
| 12    | Испания                    | 0      | 0       | 1      | 1     |
| 12    | Колумбия                   | 0      | 0       | 1      | 1     |
| 12    | Польша                     | 0      | 0       | 1      | 1     |
| Всего | Всего                      | 15     | 15      | 15     | 45    |

## Страны-участники
В турнире приняли участие 317 спортсменов из 59 стран.

| - Азербайджан (3) - Албания (3) - Аргентина (1) - Армения (3) - Беларусь (11) - Бельгия (1) - Болгария (5) - Бразилия (7) - Великобритания (3) - Венгрия (3) - Венесуэла (12) - Вьетнам (4) - Гватемала (2) - Германия (5) - Греция (2) - Грузия (2) - Египет (4) - Израиль (1) - Индия (4) - Иран (8) | - Испания (6) - Италия (2) - Казахстан (15) - Канада (7) - Кыргызстан (1) - Китай (15) - Китайский Тайбэй (1) - КНДР (8) - Колумбия (15) - Куба (2) - Латвия (1) - Ливан (3) - Литва (3) - Малайзия (2) - Мексика (8) - Молдова (3) - Монголия (1) - Нидерланды (1) - Польша (15) - Пуэрто-Рико (1) | - Россия (15) - Румыния (2) - Сейшельские Острова (2) - Сербия (1) - Сингапур (2) - Словакия (2) - США (15) - Сьерра-Леоне (9) - Таджикистан (1) - Таиланд (10) - Турция (8) - Узбекистан (8) - Украина (9) - Финляндия (3) - Франция (4) - Хорватия (3) - Швеция (2) - Эквадор (15) - Япония (12) |